# Annemarie Zornack
Annemarie Zornack (* 12. März 1932 in Aschersleben; † 10. März 2023 in Kiel) war eine deutsche Dichterin und Schriftstellerin.

## Leben
Annemarie Zornack verbrachte ihre Jugend in Magdeburg, wo sie wie später in Kiel als Krankenschwester tätig war. Ihre ersten Gedichte veröffentlichte sie in der von Arnfrid Astel herausgegebenen Zeitschrift Lyrische Hefte und in avantgardistischen Minipressen. 1961 heiratete sie den Schriftsteller Hans-Jürgen Heise. Zusammen unternahmen sie zahlreiche Reisen nach Afrika und Südamerika und veröffentlichten darüber Reisebücher. Ihre Gedichte erschienen in Buchausgaben, aber auch in zahlreichen Anthologien und Zeitschriften.
1979 erhielt Annemarie Zornack für ihre Lyrik den Friedrich-Hebbel-Preis, später als erste Frau den Kulturpreis der Stadt Kiel. Sie war Mitglied des PEN-Zentrums Deutschland und Ehrenmitglied der Gesellschaft für zeitgenössische Lyrik.
Seit 1953 lebte sie in Kiel. Ihr Ehemann Hans-Jürgen Heise verstarb bereits 2013.

## Lyrik
In ihren reimlosen Gedichten fing Annemarie Zornack Alltagsszenen aus ihrer Jugend oder ihrem gegenwärtigen Dasein ein und verdichtete sie mit großer Sprachkunst. Dabei verwendete sie meist Kleinschreibung und verzichtete häufig auf die Interpunktion. Kritiker wie Karl Krolow bescheinigten ihrer Lyrik Wortschönheit, Musikalität und Stilsicherheit. Ihr Themenspektrum war breit gestreut; es erfasste unter anderem kleine Glücksmomente, Alltagsgegenstände, Pubertätserinnerungen, Entfremdungserlebnisse, Zeitgefühle, Erotik, ihre Ostsee-Umgebung, Phantasien und Stimmungen. Oft überraschte sie mit einem ungewöhnlichen Gedichtanfang, wobei sie den Leser unmittelbar ansprach und auf Dinge, die für gewöhnlich verborgen bleiben, mit eindringlicher Wortklarheit aufmerksam machte.

## Werke
- Mitlesebuch. Nr. 89. Mit Grafiken von Siegfried Schütze. Aphaia, Berlin 2007
- Dich meine ich. Gedichte. Wallstein, Göttingen 2004. ISBN 3-89244-788-8
- Strömungsgefahr. Gedichte 1961–1998. Eremiten-Presse, Düsseldorf 1999. ISBN 3-87365-318-4
- Hexennest. Gedichte. Eremiten-Presse, Düsseldorf 1997. ISBN 3-87365-309-5
- Das Meer unter meinem Kopfkissen. Gedichte. Neuer Malik, Kiel 1995. ISBN 3-89029-093-0
- Eingeholte Jahreszeit. Gesammelte Gedichte & Prosa. Neuer Malik-Verlag, Kiel 1991. ISBN 3-89029-065-5
- Schon mal gelebt? Amerikanische Gedichte des 20. Jahrhunderts. Herausgeber: Hans-Jürgen Heise und Annemarie Zornack. Neuer Malik-Verlag, Kiel 1991. ISBN 3-89029-064-7
- Stolperherz. Ausgewählte Gedichte. Eremiten-Presse, Düsseldorf 1988. ISBN 3-87365-242-0
- Kusshand. Gedichte. Eremiten-Presse, Düsseldorf 1987. ISBN 3-87365-227-7
- Der Macho und der Kampfhahn. Unterwegs in Spanien und Lateinamerika. Zusammen mit Hans-Jürgen Heise. Neuer Malik-Verlag, Kiel 1987. ISBN 3-89029-014-0
- Die langbeinige Zikade. Gedichte. Eremiten-Presse, Düsseldorf 1985. ISBN 3-87365-208-0
- Treibanker werfen. Gedichte. Eremiten-Presse, Düsseldorf 1982. ISBN 3-87365-184-X
- Als das Fernsehprogramm noch vorm Küchenfenster lief. Gedichte. Claassen, Düsseldorf 1979. ISBN 3-546-49971-9
- Nichts weiter. Bläschke, Darmstadt 1976. ISBN 3-87561-542-5
- Die zwei Flüsse von Granada. Reisen durch Spanien, Nordafrika und Madeira. Zusammen mit Hans-Jürgen Heise. Claassen, Düsseldorf 1976. ISBN 3-546-44212-1
- tagesanfänge. Das neueste Gedicht. Bd. 47. Bläschke, Darmstadt 1972
- der steinschläfer. ars poetica. Bd. 8. Heiderhoff, Frankfurt/M.
- zwei sommer. Das neueste Gedicht. Bd. 36. Bläschke, Darmstadt 1969
- mobile. Nachwort: Walter Helmut Fritz. Das neueste Gedicht. Bd. 33. Bläschke, Darmstadt 1968

## Auszeichnungen
- 1979: Ehrung mit dem Friedrich-Hebbel-Preis
- 1989: Ehrengast der Villa Massimo in Rom
- 1998: Ehrung mit dem Kulturpreis der Stadt Kiel